# Language Learning
Language Learning: A Journal of Research in Language Studies (Nederlands: taal leren) is een peer-reviewed academisch tijdschrift dat driemaandelijks wordt gepubliceerd door Wiley-Blackwell namens de Language Learning Research Club aan de Universiteit van Michigan. Momenteel  is Nick C. Ellis (University of Michigan) de hoofdredacteur.
Language Learning omvat onderzoek naar "fundamentele theoretische kwesties bij het leren van talen, zoals het leren van kinderen, de tweede en vreemde talen, taalonderwijs, tweetaligheid, geletterdheid, taalrepresentatie in gedachten en hersenen, cultuur, cognitie, pragmatiek en intergroepsrelaties". Momenteel  heeft het tijdschrift twee jaarlijkse supplementen, de Best of Language Learning Series en de Language Learning Monograph Series. Het wordt ook gepubliceerd in samenwerking met een tweejaarlijkse monografie, de Language Learning-Max Planck Institute Cognitive Neurosciences Series.
Volgens de Journal Citation Reports heeft het tijdschrift in 2011 een impactfactor van 1.218, waarmee het 26e staat van de 161 tijdschriften in de categorie "Taalkunde" en 42e van de 203 tijdschriften in de categorie "Onderwijs en educatief onderzoek".